# Todor Samodumow
Todor Michailow Samodumow (bulgarisch Тодор Михайлов Самодумов; * 18. März 1878 in Dupniza; † 2. September 1957 in Sofia) war ein bulgarischer Pädagoge.

## Leben
Samodumow studierte Philosophie und Pädagogik in Sofia. Im Jahr 1914 trat er der Bulgarischen Sozialdemokratischen Arbeiterpartei bei. Ab 1949 war er als Professor an der Universität Sofia tätig. Von 1952 bis 1957 hatte er die Funktion als Direktor des Institutes für Pädagogik der Bulgarischen Akademie der Wissenschaften inne.
In seinen wissenschaftlichen Arbeiten wandte er sich gegen rassenideologische Ansätze in der Pädagogik und warb für die Schaffung einer polytechnischen Berufsschule. Er wurde mit dem Dimitrow-Preis ausgezeichnet.

## Werke (Auswahl)
- Za Kulturata i vǔzpitanieto, Sofia 1948